# 埃林勒河
7°45′16″N 4°27′00″E / 7.754543°N 4.450087°E
埃林勒河是尼日利亞的河流，位於該國西南部奧孫州，屬於奧孫河的右支流，發源自奧法以南，河水存在嚴重的健康問題，河畔城鎮有埃德。